# Hernando de Alarcón
Hernando de Alarcón var en spansk søfarer i 1500-tallet, der var født i Trujillo, Extremadura. Alarcón er kendt for at have ført en tidlig ekspedition til den Californiske Halvø, der var koordineret med Francisco Vásquez de Coronados ekspedition over land, og udforskede Colorado-floden i Californien.

## Eksterne kilder og henvisninger
- Biografi på thepirateking.com

| Biografi | Spire Denne biografi er en spire som bør udbygges. Du er velkommen til at hjælpe Wikipedia ved at udvide den. |